# Chiesa di Santa Lucia (San Giovanni Valdarno)
La chiesa di Santa Lucia o chiesa della Misericordia è un edificio sacro che si trova in via Alberti, a San Giovanni Valdarno.

## Storia e descrizione
La piccola chiesa è di origine medievale ma è stata ristrutturata più volte. La facciata intonacata introduce ad un'aula unica con soffitto a capriate. Nel piccolo presbiterio introdotto da una serliana, all'altare maggiore, è una tela con il Martirio di Santa Lucia attribuita a Felice Ficherelli detto il Riposo, allievo dell'Empoli, conosciuto soprattutto per i suoi quadri da stanza. L'opera, caratterizzata da una stesura pittorica particolarmente fluida e da un impianto compositivo che rimanda alla pittura di Pietro da Cortona, è databile tra il 1645 e il 1650. 
Nella chiesa erano collocati il Christus patiens tra la Vergine e Santa Lucia di Mariotto di Cristofano, degli anni dieci del Quattrocento, oggi al Museo della Basilica, e Cristo e l'adultera di Gian Domenico Ferretti, databile a dopo il 1754 ed oggi conservato nei locali della Venerabile Confraternita di Misericordia che si trova proprio accanto alla chiesa.